# Groera
Se llama groera, en construcción naval, al agujero, abertura o conducto, cualquiera que sea su forma, practicado en una cubierta, mamparo u otro elemento de un buque, con el objeto de librar paso a un cabo, cadena, varilla, o al agua. En las embarcaciones a vela se denominan groeras a los orificios por donde pasan las trincas del bauprés. 